# Ezequiel Lázaro
Ezequiel Alejandro Lázaro (Córdoba, Argentina, 4 de diciembre de 1984) es un futbolista argentino. Juega de mediocampista en Independiente Rivadavia club perteneciente a la Liga Mendocina de Fútbol disputando la temporada 2011/12 de la Primera B Nacional.

## Trayectoria
Debutó el 15 de junio de 2003 jugando por Talleres de Córdoba club perteneciente a la Liga Cordobesa de Fútbol contra Banfield. Luego pasó a integrar las filas del Atlético de Rafaela de la Liga Rafaelina de Fútbol.

## Clubes
| Club                         | País      | Año         |
| ---------------------------- | --------- | ----------- |
| Talleres de Córdoba          | Argentina | 2003 - 2006 |
| Atlético Rafaela             | Argentina | 2006 - 2007 |
| Instituto de Córdoba         | Argentina | 2008 - 2010 |
| Chacarita Juniors            | Argentina | 2010        |
| Ñublense                     | Chile     | 2011        |
| Independiente Rivadavia      | Argentina | 2011        |
| Alumni                       | Argentina | 2012        |
| Mitre de Santiago del Estero | Argentina | 2014-2015   |
| Club Sportivo 9 de Julio     | Argentina | 2016        |
| DCC                          | Argentina | 2016 - 2017 |
| Club Leones D.A.S. y B.      | Argentina | 2017        |